# ドラえもん のび太と夢幻三剣士
- ドラえもん > 大長編ドラえもん > ドラえもん のび太と夢幻三剣士
- ドラえもん > ドラえもんの派生作品 > ドラえもん (1979年のテレビアニメ)  > ドラえもん映画作品 > ドラえもん のび太と夢幻三剣士

『ドラえもん のび太と夢幻三剣士』（ドラえもん のびたとむげんさんけんし）は藤子・F・不二雄によって執筆され、『月刊コロコロコミック』1993年9月号から1994年3月号に掲載された「大長編ドラえもんシリーズ」の作品。および、この作品を元に1994年3月12日に公開されたドラえもん映画作品。大長編ドラえもんシリーズ第14作。テレビ朝日開局35周年、テレビアニメ15周年記念作品。
第12回ゴールデングロス賞優秀銀賞受賞作品。同時上映は『ドラミちゃん 青いストローハット』、『ウメ星デンカ 宇宙の果てからパンパロパン!』。

## 概要
アレクサンドル・デュマ・ペールの小説『三銃士』をモチーフとした、勧善懲悪の冒険物語。夢を見るという形でゲームの中に入る。のび太の夢世界が舞台であり、『映画ドラえもん』オフィシャルサイトでは、主人公であるドラえもん以外の人物がゲスト扱いとなっている。ストーリーはのび太としずかの関係を掘り下げており、劇中二人の仲は急接近し、夢から覚めてもその余韻を残している。また、のび太としずかが戦死してしまう（伏線があり生き返る）という歴代大長編・映画中でも数少ないメインキャラクターの死が描かれている。ジャイアンとスネ夫はフェードアウトしてしまい、そのままドラえもん・のび太・しずかで最終決戦を終えて完結するという異色作でもある。
元の構想では「夢の暴走」を下敷きとして夢見る機がコントロールを失ったため、ユミルメの魔族たちが現実になだれ込み「夢と現実が混ざる恐怖」を描くという『パラレル西遊記』のような話の予定であった。ドラえもんシリーズにおける原則は「どんな歴史を揺るがす大事件であってもなるべく仲間内で解決し、一般社会には影響を残さない」であり、ドラえもん作品のテーマは「日常に混入した非日常ファンタジー」である。しかし今作はこのルールやテーマを逸脱し、作者本来の理念とは異なる結末になったという。
作者の藤子自身は本作を映画ドラえもん原作の漫画としては「一種の失敗作」と語っており、描き進むうちにキャラが自分の意図と関係なく動き始めて話の筋が作者の思惑と関係の無い異なる方向へと展開してしまった「ゴール大ハズレの極端な一例」としている。
この点について藤子は「長編の組み立ては難しい」「始めから終わりまでの構想をキッチリと立てるということができないので長いストーリーを組むのは苦手」とも語っている。前作『ブリキの迷宮』でも、タイトルだけを先に決めて後から着想されるアイデアを集めていくという執筆方法を採用しており、全容はおろか結末も作者にすら分からないままのスタートだったという。
このため漫画版と映画版ではエンディングにおける街の扱いや細部の違いが比較的ハッキリと現れている。
映画版のオープニングムービーではドラえもんが甲冑を纏い、金色の兜をかぶった剣士の姿をしているが、作中ではその姿で登場することはない。映画化15周年記念作品ということで予告編も凝っており、先に嘘の予告編としてのび太が「黄金ハット」となり『超大作 のび太の黄金ハット』とロゴを掲げるが、ドラえもんが「違う!これから始まるの!」と取り上げてしまう。予告編の本編では『ファンタスティックドラベンチャー』と壮大な展開を予測させておきながら、最後はのび太がうっかりくしゃみをして終了する。
この作品から野比家の間取りや外観がリニューアルされ、映画化15周年記念に因むものとなった。

## あらすじ
夢の中で良い思いをしたのび太は夢と現実の落差を嘆き、せめて夢の中で良い格好をしたいとドラえもんに懇願する。一度は「もっと現実の世界で頑張らないと駄目だよ!」と怒られるも、結局はカセットを入れることで自分の好きな夢を見られるひみつ道具「気ままに夢見る機」を出してもらう。夢を楽しむのもそこそこに朝を迎えたのび太だが、宿題を忘れていることに気付いて慌てて裏山で取り掛かる。そこに奇妙な老人から「知恵の木の実」を貰ったのび太は宿題を簡単に片付けてしまった。帰り道で再び会った老人に再び知恵の木の実を求めるも、老人は「あなたはもっとすごい力が手に入る。ただし、『夢幻三剣士』の世界でのことだが」と言い残し去っていく。
「夢幻三剣士」とは気ままに夢見る機の夢カセットのことであり、丁度ドラえもんがそのダイレクトメールを受け取っていた。のび太は「夢幻三剣士」の夢で自分はスーパーヒーローになって活躍できると考え、ドラえもんに強請って「夢幻三剣士」のカセットを買ってもらう。この「夢幻三剣士」は強い力を持った夢であり、現実に影響する可能性もあるという。のび太は「現実でも強くなれるかもしれない」と楽観的に考え、意気揚々と眠りに就くものの、そこは都合良く英雄になって良い思いをする世界ではなかった。
「夢幻三剣士」の世界観では、舞台となるユミルメ国は妖霊大帝オドローム率いる妖霊軍団に侵略されており、のび太はユミルメ国を救う伝説の英雄白銀の剣士ノビタニヤンとしての役割を与えられていた。しかし夢の特性上、ノビタニヤンとなっても現実の人格や身体能力がそのままであり、いきなり妖霊軍団の攻撃に巻き込まれて窮地に陥る。案内役の妖精シルクの機転でなんとかその場を脱し、飛ばされた先でスネ夫そっくりに設定された剣士スネミスと出会う。彼が言うにはオドロームを倒した者はユミルメ国の王女と結婚し、国王の地位が約束されると言う。彼もまた、それを夢見て旅をする一人だった。空腹のノビタニヤンは食べ物に釣られてスネミスの家来になってしまい、現実とまるで変わらない惨めさに落胆する。せめてものやる気を出そうとドラえもんに王女をしずかそっくりに設定するように頼むが、その王女シズカリアは顔も知らぬ剣士との結婚をひどく嫌がっていた。翌日、ノビタニアンはスネミスに付き従って「ヨラバタイ樹」という大樹を目指す。その頂上には白銀の剣と兜があり、それを手にした者こそが「白銀の剣士」となれるという。また、竜の谷に住む竜の血を浴びた者は不死身となり、妖霊軍団をも恐れる事はなくなるらしい。しかし旅の途中、罠に掛かっていた小熊を助けたことで、ジャイアンそっくりに設定された剣士ジャイトスに襲われる。スネミスはあっさり降参して家来になり、ノビタニアンの立場は一層惨めになってしまう。やがてヨラバタイ樹に到着し、ジャイトスとスネミスは先を争って登り出すも、ノビタニアンは現実同様に木登りが苦手で早々に脱落する。あまりの惨めさに夢を投げ出しかけたノビタニアンだが、偶然と機転から楽々とヨラバタイ樹の頂上に到達し、白銀の剣と兜を入手する。同時に反発してきたスネミスとジャイトスに力を示して彼らを仲間にし、夢幻三剣士が結成された。
ようやく乗り気になって目が覚めたのび太だが、現実のジャイアンやスネ夫の態度は相変わらずだった。そこで気ままに夢見る機のマイクロアンテナを付けて、しずか、ジャイアン、スネ夫をそれぞれシズカリア、ジャイトス、スネミスを演じさせる事にする。ドラえもんも魔法使いドラモンとして参加し、一行は次の目的地である竜の谷を目指す。しかしドラモンはとりよせバッグでどら焼きを取り寄せたり、タケコプターで飛んだりと世界観を壊す行動を取り、ノビタニアンの怒りを買う。とりよせバッグはノビタニアンに捨てられ、流れ星とドラモンの箒と一緒に飛んでいってしまった。一方、結婚を嫌がったシズカリアは男装して剣士シズカールとなり、城を抜け出したものの馬の暴走でどことも知れぬ場所に放り出されていた。
現実にて、自身の行為を反省したドラえもんは四次元ポケットを置いていく事と、気ままに夢見る機の隠しスイッチを使う事を決意する。それは現実と夢を入れ替えるという危険な機能だった。こうして現実となった「夢幻三剣士」の世界にて、ノビタニアン一行は竜の谷に乗り込む。そこでノビタニアンはドラモンの箒と一緒に飛んできたシズカールを正体も知らないまま仲間に加え、なんとか竜を倒したものの罪のない竜を殺す事を躊躇って剣を納める。その行動に心を打たれた竜は、血の代わりに自身の汗の流れた温泉にノビタニアン達を浸からせ、一度だけ生き返れる力を与える。
ノビタニアン一行は川を下り、アンデル市に到達する。その街は妖霊軍団の攻撃で追い詰められていたが、一行はシズカールが拾っていたとりよせバッグとそこから取り寄せた四次元ポケットによる「魔法」で反撃し、妖霊軍団将軍であるスパイドルとジャンボスを倒す事に成功する。しかし祝杯の最中にオドロームが自ら襲撃し、ノビタニアンは殺されてしまう。竜の汗で蘇生するも窮地に変わり無く、もう駄目だと思った矢先に「夢」と化していた現実にてのび太のママが隠しスイッチを押し、夢は覚めた。
気ままに夢見る機の危険性を思い知ったドラえもんは返品を決め、のび太はジャイアン達のマイクロアンテナを回収する。しかしその夜、気ままに夢見る機からシルクが飛び出してのび太達を激しく責め立てた。夢は終わってなどいなかったのだ。白銀の剣士が姿を消したことで守る者がいなくなったユミルメ国は妖霊軍団によって滅ぼされかけていた。責任を感じたのび太とドラえもんは隠しスイッチを押し、再び夢世界に舞い戻る。しかしドラモンは四次元ポケットが無いことに気付く。アンデル市での戦いで敵に奪われていたのだ。今度死んだら生き返れず、ひみつ道具も使えない絶望的な状況の中、ノビタニアンとドラモンは妖霊軍団の本拠地幽冥宮へと乗り込む。
一方、連絡の行き違いでマイクロアンテナを外していなかったしずかもシズカールとして幽冥宮に来てしまっていた。オドロームに見つかって殺されるも、竜の汗により蘇生。そこで保管されていた四次元ポケットを発見する。やがてノビタニアンとオドロームの最後の対決が始まり、その強大な魔力の前にノビタニアンは追い詰められる。とどめを刺されそうになった瞬間、シズカールが放ったビッグライトによって白銀の剣が巨大化し、オドロームを貫いた。オドロームの死と共に幽冥宮も崩れ去っていく。こうしてユミルメ国は救われたのだ。人々がノビタニアンに喝采を送る中、王女として城に戻ったシズカリアは「あの方となら…」とノビタニアンとの結婚を了承。とうとう結婚式の時が来たのだが、折悪くそこで未来デパートのロボットが現れて気ままに夢見る機を回収し、今度こそ夢は終わってしまった。
のび太が夢の結末を惜しみながら登校していると、しずかが駆け寄ってくる。二人はゆうべの夢について語り合い、学校に向けて駆け出した。その学校は何故か山の上に聳え立っていたのだ。まるで、あのユミルメ国の王城のように。

## 舞台
「気ままに夢見る機」用の夢カセット「夢幻三剣士」、その中の夢世界にあるユミルメ国
このカセット「夢幻三剣士」は、一方通行で夢が展開するほかの夢カセットとは異なり、いわば「第二の現実」ともいうべき世界を創造する製品で、夢見る人の行動によって世界の情勢が変わり、さらにそれが現実世界にも影響を及ぼすほど強い力を持つ。現実感を強めるために夢見る人の性格や人格はそのまま主人公に反映され、物語は主人公の御馴染みの場面から始まる（のび太で言えば学校の廊下でママや先生に叱られる所から）。この夢世界では、現実世界でうだつの上がらない人物ほど素晴らしい英雄になれる。
のび太は当初、スーパーヒーローになって何でも自分の思い通りにいく夢を期待していたが、この「第二の現実」によって苦難の連続に遭遇し、同時にそれを乗り越えていくことになる。
本来ユミルメ国は豊かな王国だったようだが、妖霊大帝オドロームによる侵略により衰退しており、既に全80都市のうち44都市がオドロームの制圧下となっている。
家庭用テレビゲーム機のように、ハードの「気ままに夢見る機」と、ソフトの夢カセットで構成される。初期オプションで夢カセット集が付属し、カセットで夢を切り替えることができる。夢幻三剣士カセットは一本だけの特製品であり、陰ではトリホーが暗躍している不穏なもの。

## 声の出演
- ドラえもん - 大山のぶ代
- のび太 - 小原乃梨子
- しずか - 野村道子
- ジャイアン - たてかべ和也
- スネ夫 - 肝付兼太
- のび太のママ - 千々松幸子
- しずかのママ - 松原雅子
- 先生 - 田中亮一

## ゲストキャラクター

### 夢世界の主要キャラクター
ノビタニヤン
声 - 小原乃梨子
主人公。のび太の夢世界での姿。伝説の白銀（しろがね）の剣士である。「夢幻三剣士」の特性上、現実の「ダメなのび太」を継承している（カナヅチののび太が泳げるといったような一部補正はある）。夢でスーパーヒーローになって都合よく活躍出来ると期待していたのび太はこの事実に落胆し苦難を味わうが、機転から白銀の剣と兜（小手、具足、マントも含む）を手に入れ、本物の白銀の剣士として成長していく。
また、困っている人を見ると放っておけない性格もそのままで、ジャイトスの罠に掛かった子熊を助けたり、身勝手な人間達に命を狙われる竜に同情して殺すのを止め、こういった行動は父熊や竜から恩返しを受けたりシズカールに信頼を寄せられたりと結果的に冒険の役に立つことにもなったが、その優しさが同時に不死身になれないという弱点ともなり、シャルペロー城でオドロームに一度塵にされ、殺害される。
しかし竜の谷で竜の汗を浴びていた効力のため一度だけ生き返る事が叶い、一旦夢世界から離脱するもののシルクの呼びかけに応え、ユミルメを救うべく遂にオドロームと一騎打ちの最終決戦に挑む。
戦いの最中、オドロームの魔術により捉われ絶体絶命の窮地に陥ったが、駆け付けたシズカールの力を借り、遂に白銀の剣でオドロームを倒しユミルメに平和をもたらした。
シズカリア王女 / シズカール
声 - 野村道子
ヒロイン。ユミルメ国の王女。しずかの夢世界での姿。顔も知らぬ白銀の剣士と強制的に結婚させられるのが嫌で城を抜け出す。男に扮し、「旅の剣士・シズカール」と名乗る。剣の方は一流の先生に習ったらしく十分に使えるが馬の乗り方を知らず、そのせいで暴走する馬から降りられず飲まず食わずのまま放浪する羽目になっていた。
放浪先でいよいよ動けなくなるまで消耗してしまったが、そこにドラモンの箒と「取り寄せバッグ」が飛んできたため難を逃れる事ができた。
お風呂好きでお転婆なところなどはしずかとよく似ている。中盤には現実のしずかにマイクロアンテナを付けたことでしずか本人がシズカリアとなって「夢幻三剣士」の夢を見ることになった。シャルペロー城での作戦は彼女が思いついており、一行のブレイン的面も見られる。
終盤にはジャイアン達同様、気ままに夢見る機を返品しようとしたのび太がマイクロアンテナを外そうとするが、言伝で伝えたためにしずかには意味が判らずアンテナは付けたままだったため、期せずして最終決戦に参加することになり、オドロームの城である幽冥宮でオドロームに単身で遭遇してしまい塵にされ殺害されるが、竜の谷で竜の汗を浴びていたため生き返り、盗まれていた四次元ポケットを発見。これによりノビタニヤンの勝利に大きく貢献した。
白銀の剣士ノビタニヤンの第一印象は良いとはいえず、あまりに冴えないために家出して良かったと胸をなでおろすほどであったが旅を共にしたことで彼の本質を知り、終盤では彼との結婚を望んでいた。結婚式の直前で夢が終了してしまったため、ノビタニヤン側に彼女の正体が明かされる事はなかったが、現実に戻ったのび太がしずかに一瞬シズカリアの花嫁姿を幻視している。
シルクとシズカリアは原作では髪を下ろしているが、映画では現実のしずかと同じ容姿となっている。
ドラモン
声 - 大山のぶ代
ドラえもんの夢世界での姿。箒に乗った魔法使いのようだが魔法ではなくひみつ道具を使う。現実世界にて気ままに夢見る機を操作する役目だったが、見ているだけではつまらないということで自身も夢に参加した。箒にも意思が存在し、偶然ながらシズカールとの出会いに重要な役割を果たした。
当初は夢の世界観を無視して一人だけドラ焼きを食べたり、歩くのが面倒だからとタケコプターを使ったり、竜退治にはミサイルを使おうとしたりした為にのび太の不興を買い、反省して四次元ポケットは置いて行った。しかし夢と現実を入れ替える夢見る機の隠しスイッチを押したことで、ひみつ道具はすべてドラモンの魔法ということになり、誰もそのことに口を挟むことはなくなった（ただし現実世界の道具を取り出した時、皆その名前と用途を知ってはいた）。その後も竜の弱点などを解説したりと魔法使いらしさは出している。結局、後の戦いで不利な状況を打破するために、シズカールの持っていた取り寄せバッグから四次元ポケットを取り出した。その直後にトリホーに奪われているがこれもシズカールによって取り戻された。敵兵を箒で投げ飛ばす腕力を披露した場面もある。
ジャイトス
声 - たてかべ和也
ジャイアンの夢世界での姿。兜や甲冑は橙色。自称・白銀の剣士。自分が仕掛けた罠にかかった子グマを助けたノビタニヤンに腹を立てて登場した。現実と相変わらずの怪力でスネミスと決闘し圧勝するも、白銀の剣と兜を手にしたノビタニヤンには敗れ仲間として迎え入れられた。横柄で乱暴な性格はジャイアンそのものである。中盤、ジャイアン達も夢に呼び寄せたいと望んだのび太によって、ジャイアン本人がジャイトスとして参加することになった。気ままに夢見る機の隠しスイッチ効果により、ジャイアンを自分の夢だと思っている。
竜の谷ではスネミス共々石化してしまうが、ノビタニヤンに救われる。以降も行動を共にするが、気ままに夢見る機を返品しようとしたのび太にマイクロアンテナを外されたため、最終決戦には参加しなかった。
スネミス
声 - 肝付兼太
スネ夫の夢世界での姿。子爵。兜や甲冑は緑色。自称・天下の名剣士。旅の途中、家来が逃亡してしまい、偶然出会ったのび太を家来として道連れとするがジャイトスにあっさり圧倒されて付き従うが、ヨラバタイ樹攻略時には身軽さを生かして抜け駆けに出る。その後、ジャイトス共々ノビタニヤンに負け、正式に仲間になる。金持ちで腰巾着な調子の良い性格はスネ夫そのものである。ジャイトスと同じく、後にスネ夫本人がスネミスとなった。途中、竜によって石にされるもノビタニヤンによって元に戻った。気ままに夢見る機の隠しスイッチ効果により、スネ夫を自分の夢だと思っている。
スパイドル将軍戦では一人横から斬りかかるトリッキーな戦い方を見せていた。ノビタニヤンと共に妖霊軍団と戦うが、ジャイトス同様、マイクロアンテナを外されて最終決戦には参加できなかった。
国王
声 - 田中亮一
ユミルメ国の王で、シズカリアの父。原作での姿は白髪白髭の老人だが、映画版ではのび太の通う小学校での担任の先生となっている。この先生は現実では厳格だが、夢世界では少々頼りない。また一瞬、現実世界と同じ背広姿になり「廊下に立っとれ」などと口走るシーンもある。
シルク
声 - 野村道子
妖精。夢カセット「夢幻三剣士」の案内マスコット。姿はしずかである。夢世界と現実を行き来し案内役を務めるが、肝心なときに現れなかったりする。本作において狂言回しの役割を務める。ノビタニヤンのピンチを他人事のように話したり、案内役だからと言って姿を消したり、オドロームとの最終決戦ではいい加減なアドバイス（結果的には的確だったのだが）をしたりと無責任な性格。
黄金ハット
冒頭だけに出てくるのび太の夢の姿で、本筋のユミルメ国の設定とは全く関係がない。金色の帽子をかぶった謎の戦士である（テレビ版の偽映画予告にも出てくる）。のび太の夢の中で都合のいいヒーローとして都合のいい活躍をしたが、帽子が外れなかったためにジャイアン達に正体を明かすことが出来ないという残念なところで夢が終わった。黄金バットのパロディ。
ドライオン
黄金ハットと一緒に出てきたドラえもんに似たライオンで、黄金ハットの家来（相棒）だが、夢だからといって好き勝手に振舞う黄金ハットに呆れている。映画では夢の中のドラえもんが変身したものという設定で、テレビ版の偽映画予告にも登場する。

### 妖霊軍団
妖霊大帝オドローム
声 - 家弓家正
妖霊軍団の首領で「幽冥宮」を居城とする。人間に比べると非常に長身の魔女のような姿をしており、高く尖った鼻が特徴。夢世界を征服するため、ユミルメ国に侵略し作中開始時点で既に半分以上の都市が彼の手に落ちている。部下にはチャンスは与えるが一律に厳しく、失敗したり、役に立たない者には容赦なく罰を与える。強大な魔力を持ち、伝説の白銀の剣でしか倒せないとされている。
予言により「目覚めの世界（現実世界）」の存在を知っており、いつか自分を倒しに現れるとされる「不死身の白銀の剣士」の来訪を防ぐべく、トリホーを現実世界へ送り込んだ。
杖から放つ光線は生けるものを僅か数秒で塵と化してしまうほどの威力で、任務に失敗したスパイドル将軍を処刑したほか、ノビタニヤンとシズカールを殺害している（竜の汗で蘇生できなければ終わっていた）。分身魔法などの幻術も得意とし、幾度もノビタニヤンの攻撃を欺き続けた。他にも作中で確認できる限りでは集団への催眠・空中浮遊・星を落とし身動きを封じる・杖を瞬時に大木の様に伸ばす魔法も行使した。
最終的には、蘇ったシズカールがビッグライトで白銀の剣を巨大化させ、体を貫かれて撃破された。
トリホー
声 - 田村錦人
オドロームの側近である鳥。人間に化けて現実世界（目覚めの世界）へと出現し、のび太を夢世界へと誘った張本人。
シルクとは別方面での悪役的な狂言回しの役割を果たし、ノビタニヤンが一度だけ生き返れる（この時シズカールについては伝えていなかった）ことを伝えたり、ドラモンのポケットを奪うなどの暗躍をする。「不死身の白銀の剣士」が出現する未来を知り憤るオドロームからは、強力な剣士を招いてしまったとして何度も大目玉をくらっているが、現実世界の数いる候補の中から敢えてのび太を選んだことには理由があり「のび太は優しさゆえ竜を殺せないから不死身にはなれない」という思惑のためである。
オドロームが倒された後、どうなったか不明。さらに終盤に登場する二十二世紀デパートのロボット職員（映画版のみで原作は別人）と顔と去り際に発した特徴的な笑い方がそっくりだが、関係は不明。
スパイドル将軍
声 - 屋良有作
土の精を率いる将軍。六本の腕に六本の毒剣を持つ、クモの妖魔。また口から粘着性の高い糸を吐くことも出来る。アンデル市の城を攻め陥落寸前まで追い込んでいたが、ドラモン達の罠にはまってしまう。敗北し逃げ帰ったため、言い訳通じずオドロームに処刑される。
後の25周年記念のムービーではやられ役として再登場した。
ジャンボス将軍
声 - 郷里大輔
水の精、鉄の精を率いる将軍。圧倒的な巨体を誇る象の妖魔で、耳を震わせ空を飛ぶことができる。シャルペロー城を攻めようとするが、ドラモンの道具の力の前に部下の精霊は全滅に追い込まれる。最期はノビタニヤンに一騎討ちを挑むが敗れる。
映画と漫画で、負け方が異なる。映画では耳を切り落とされて空中から落下し敗北する。漫画では続きがあり、巨大化して再び戦いを挑むが、ドンブラ粉で地面に沈められる。

### その他の登場キャラクター
竜
声 - 石丸博也
竜の谷に住む竜。その血を浴びると不死身になれるという。見上げるほどの巨体で口から吐く火には石化能力があり、人語を話す事もできる。平穏な暮らしを望んでいたが、自らの血を求めてくる戦士が後を絶たず、身を守る為に彼らを石にしていた。そのため竜の谷にはおびただしい数の石化した剣士達が石像の様に立ち並び、ジャイトスとスネミスも石化させられてしまった。弱点はヒゲで、切られると動けなくなる（時間が経つとヒゲは再生する）。戦いを挑んできたノビタニヤンに敗れるものの、とどめを刺そうとしない彼の優しさに触れたことで一行と和解。血をあきらめて帰ろうとする面々に対し、自らの汗（ドラえもんいわく、『竜のだし汁』）を流した源泉を提供した。これを浴びたことによってノビタニヤンとシズカールは死亡しても一度だけ生き返ることができるようになり、ジャイトスとスミネスもこのお湯をかけられることで元に戻った。ノビタニヤンとシズカールは実際に作中一度死亡するも、この源泉の効果により復活を果たしている。
漫画と映画でデザインが異なる。漫画では東洋の龍、映画では西洋風のドラゴン。
熊
声 - 神山卓三
森に住むクマ。ノビタニヤン達を外敵と思い込み襲いかかるが、自分の息子がノビタニヤンに助けられたことを知り、誤解が解かれる。その礼に竜の住みかへと案内した。
一人称は「あっし」で、語尾に「〜ガンス」をつけて話す。
宝箱の声
声 - 来宮良子
のび太に白銀の剣と兜を授ける宝箱の声としてワンシーンのみの登場。のび太に装備と共に白銀の剣士ノビタニヤンの呼び名を与え、送り出した。
ナレーション
声 - 秋元羊介
「気ままに夢見る機」の夢カセット「ジュラシックプラネット」のナレーション。
怪物
声 - 広瀬正志
冒頭ののび太の夢に登場した巨大な怪物。しずかを攫っていた。当初の予定では黄金ハットと激しい戦いを繰り広げるはずだったようだが、朝が迫っていたため黄金ハットの都合で大して巨大ではなかったことにされ、無理矢理小さくされて倒される。あまりに強引な展開に「ずるい」と訴えていた。
妖霊
声 - 田口昂
将軍
声 - 中庸助
兵隊長
声 - 稲葉実
兵士
声 - 中村秀利、中博史、藤原啓治
鳥のような姿をした兵士達。
侍女
声 - 夏樹リオ
シズカリア姫の侍女。
男子生徒
声 - 鳥海勝美

## スタッフ
| 制作総指揮・原作・脚本          | 藤子・F・不二雄 |
| 作画監督                        | 富永貞義 |
| 美術設定                        | 沼井信朗 |
| 美術監督                        | 川口正明 |
| 撮影監督                        | 高橋秀子 古林一太 |
| 特殊撮影                        | 渡辺由利夫 |
| 録音監督                        | 浦上靖夫 |
| 監修                            | 楠部大吉郎 |
| 音楽                            | 菊池俊輔 |
| 効果                            | 柏原満 |
| プロデューサー                  | 別紙壮一 山田俊秀 小泉美明 |
| 監督                            | 芝山努 |
| 演出                            | 塚田庄英 平井峰太郎 |
| 動画検査                        | 原鐵夫 内藤真一 |
| 色設計                          | 野中幸子 松谷早苗 |
| 仕上監査                        | 中西恵子 師橋明子 石田朋子 渡辺陽子 |
| 特殊効果                        | 土井通明 |
| 録音スタジオ                    | APUスタジオ |
| 整音                            | 大城久典 内山敬章 山本寿 |
| 録音制作                        | オーディオプランニングユー 制作アシスタント 降旗洋子 制作デスク 樋口百合 |
|                                 | ドルビーステレオ 一部上映館を除く |
| ドルビーステレオ コンサルタント | 森幹生 極東コンチネンタル(株) |
| 原画                            | 飯山嘉昌 斉藤文康 大武正枝 香川浩 牧孝雄 梶山聡 小泉謙三 窪田正史 原博 佐野哲郎 船越英之 藤森雅也 遠藤靖裕 山本勝也 大橋幸子 大久保修 |
| 動画                            | 藤野京子 武口つるみ 内原弘美 家野尚代 大東郁子 山下真紀子 山崎弘志 香川節子 山田幸 金子道子 重田洋朗 後藤真理 たかぎみえこ 田島栄子 沢田恒 吉野仁 岸誠二 大杉宜弘 李スーヨン 伊藤みはる 村山健治 中峰ちとせ 中野恵美 中川弘子 上田明美 松野真由美 田島裕子 鍋田やす子 |
| 仕上                            | 堀越智子 高比良敦子 八田陽子 本田恵美子 山本和美 柴田邦浩 江田美穂子 野田頼子 北岡なな子 近藤弘子 木村好子 川東みど里 市川加奈子 高谷公美 明石由美子 赤坂稲子 明田ひとみ 藤木従子 亀井ひふみ 馬場洋子 大槻陽子 森川典子 杉本雅美 仲村真由美 出口圭子 永田和子 冬廣智子 板谷朋子 柴田博史 佐藤秀一 老川俊也 萩原恵子 飯島理恵 村口冬仁 内林裕美 和田憲央 比留間弘美 石川弥生 山崎麻衣子 大場昭子 澤井里美 山本智子 人位万里 東納美菜子 西脇好美 |
| 基本設定                        | 川本征平 |
| 背景                            | 高野正道 川口晴美 工藤由美 浜名お考 梨本裕美子 下山和人 岡次郎 丸出阿菜 有田三郎 割屋太郎 |
| 撮影                            | 梅田俊之 谷口久美子 市川智 柴田三千代 伊藤美紀 大矢創太 小川滋美 戸田未知子 飛内達史 河内徳子 |
| オープニング 演出               | 渡辺三千成 |
| コンピューター グラフィック     | 水端聡 八木昭宏 |
| エリ合成                        | 渡辺由利夫 末弘孝史 |
| 編集                            | 岡安肇 小島俊彦 中葉由美子 村井秀明 川崎晃洋 三宅圭貴 |
| タイトル                        | 道川昭 |
| 現像                            | 東京現像所 |
| 連載                            | 小学館の学習雑誌 マミィ 小学一年生 ベビーブック 小学二年生 めばえ 小学三年生 よいこ 小学四年生 幼稚園 小学五年生 学習幼稚園 小学六年生 てれびくん コロコロコミック 別冊コロコロコミック |
| 協力                            | オーディオプランニングユー アトリエ・ローク 旭プロダクション 岡安プロモーション 夢弦館 トミ・プロダクション スタディオ･メイツ 亜細亜堂 アニマル屋 京都アニメーション プロジェクトチームサラ じゃんぐるじむ シマスタジオ プロダクションI.G テレコムアニメーションフィルム スタジオタージ 虫プロダクション |
| 文芸                            | 滝原弥生 |
| 制作事務                        | 青鹿乃子 |
| 制作進行                        | 星野匡章 馬渕吉喜 大金修一 大橋永晴 |
| 制作デスク                      | 市川芳彦 大澤正享 |
| 制作協力                        | 藤子プロ ASATSU |
| 制作                            | シンエイ動画 小学館 テレビ朝日 |
|                                 | ©藤子・小学館・テレビ朝日 1994 |

## 主題歌
オープニングテーマ「ドラえもんのうた」
作詞 - 楠部工 / 作曲 - 菊池俊輔 / 唄 - 山野さと子
エンディングテーマ「世界はグー・チョキ・パー」
作詞 - 武田鉄矢 / 作曲 - 深野義和 / 唄 - 武田鉄矢一座
※原作漫画単行本でも主題歌として歌詞が掲載された。スタッフロールの背景は後日談など映画の物語に関係したものではなく、歌詞の内容を描いた一枚絵が順に表示される形となっている。
挿入歌「夢の人」
作詞 - 武田鉄矢 / 作曲 - 深野義和 / 編曲 - 山中紀昌 / 歌 - 武田鉄矢一座